# Diocesi di Antiochia al Meandro
La diocesi di Antiochia al Meandro (in latino Dioecesis Antiochensa ad Maeandrum) è una sede soppressa del patriarcato di Costantinopoli e una sede titolare della Chiesa cattolica.

## Storia
Antiochia al Meandro, identificabile con Aliaga (Çiftlik) nell'odierna Turchia, è un'antica sede episcopale della provincia romana della Caria nella diocesi civile di Asia. Faceva parte del patriarcato di Costantinopoli ed era suffraganea dell'arcidiocesi di Stauropoli.
La diocesi è documentata nelle Notitiae Episcopatuum del patriarcato di Costantinopoli fino al XIV secolo. A partire dalle Notitiae della fine del XII secolo (o inizio del XIII secolo), Antiochia è annoverata tra le sedi metropolitane del patriarcato.
I primi due vescovi noti di questa antica diocesi sono Eusebio e Dionisio, che figurano tra i padri dei concili ecumenici rispettivamente a Nicea nel 325 e a Calcedonia nel 451. Segue Menofane, vescovo monofisita, noto per la decisione dell'imperatore Giustino I di far deporre tutti i vescovi monofisiti dell'impero, nel 518 circa. Nella seconda metà del VI secolo abbiamo il vescovo Paolo: vescovo monofisita di Afrodisias, fu costretto ad abiurare la sua fede e imposto come vescovo ortodosso dal patriarca di Costantinopoli Giovanni III sulla sede di Antiochia al Meandro nel 571 circa. Gli ultimi due vescovi attribuiti a questa diocesi sono Giorgio, che prese parte al concilio in Trullo nel 692, e Pothus Michele, documentato nel XII secolo (o oltre).
Le Quien attribuisce ad Antiochia al Meandro anche il vescovo Teofane, che assistette al concilio di Costantinopoli dell'879-880 che riabilitò il patriarca Fozio di Costantinopoli. Le liste conciliari tuttavia non distinguono le sedi omonime, per cui non è certa l'attribuzione di Teofane alla sede della Caria; lo stesso Le Quien assegna questo vescovo, episcopus Antiochiae parvae, anche alla diocesi di Antiochia in Isauria. Ruggieri lo esclude dalla sua cronotassi dei vescovi di Caria.
Dal 1933 Antiochia al Meandro è annoverata tra le sedi vescovili titolari della Chiesa cattolica; la sede è vacante dall'11 marzo 1973. Il suo ultimo titolare è stato Edward Louis Fedders, M.M., prelato di Juli in Perù.

## Cronotassi

### Vescovi greci
- Eusebio † (menzionato nel 325)
- Dionisio † (menzionato nel 451)
  - Menofane † (? - 518 deposto) (vescovo monofisita)
- Paolo † (circa 571 - ?)
- Giorgio † (menzionato nel 692)
- Teofane ? † (menzionato nell'879)
- Pothus Michele † (circa XII secolo)

### Vescovi titolari
- Vicente de Paulo Araújo Matos † (21 aprile 1955 - 28 gennaio 1961 nominato vescovo di Crato)
- Félix Guiller † (10 aprile 1961 - 10 giugno 1963 deceduto)
- Edward Louis Fedders, M.M. † (29 ottobre 1963 - 11 marzo 1973 deceduto)